# Nikolaos Zisis
Nikolaos Zisis (Salônica, 16 de agosto de 1983) é um basquetebolista profissional grego, atualmente joga no AEK Atenas que disputa a Liga Grega e a Liga dos Campeões.

## Carreira
Zisis integrou o elenco da Seleção Grega de Basquetebol nas Olimpíadas de 2004 e 2008.